# كأس الأمم الإفريقية
كأس الأمم الإفريقية (بالفرنسية: Coupe d'Afrique des Nations)‏، وتعرف عادة الكان أو كأس الأمم الإفريقية توتال إنرجي الراعي الرئيسي لها، هي المسابقة الدولية الرئيسية لكرة القدم للرجال في إفريقيا. تمت المصادقة عليها من قبل الاتحاد الإفريقي لكرة القدم، عقدت لأول مرة في عام 1957 بالعاصمة السودانية الخرطوم. ومنذ عام 1968 أصبحت تقام كل عامين حيث يتأهل حاملو اللقب لبطولة كأس القارات قبل أن يجري إلغاؤها من قبل الاتحاد الدولي لكرة القدم في مارس 2019 وتعويضها ببطولة كأس العالم للأندية.
في عام 1957، شاركت ثلاث دول فقط وهي: مصر، السودان وإثيوبيا. كان من المقرر أصلاً أن تشارك جنوب إفريقيا، لكنها استبعدت بسبب سياسات الفصل العنصري التي كانت تتبعها الحكومة آنذاك. ومنذ ذلك الحين نمت البطولة بشكل كبير، مما جعل من الضروري إجراء تصفيات مؤهلة. بلغ عدد المشاركين في البطولة النهائية 16 مشاركًا منذ عام 1998 (كان 16 فريقًا سيتنافسون في عام 1996، لكن نيجيريا انسحبت، مما قلص عدد الفرق إلى 15 منتخبا، وتكرر ذلك في عام 2010 مع توغو)، وحتى عام 2017، لم يتغير الشكل، مع سحب ستة عشر فريقًا إلى أربع مجموعات من أربعة فرق لكل فريق، مع تقدم أفضل فريقين من كل مجموعة إلى مرحلة خروج المغلوب. في 20 يوليو 2017، نقلت كأس الأمم الإفريقية من يناير إلى يونيو وتوسعت لتضم 24 فريقا بدلًا من 16.
مصر هي أنجح دولة في تاريخ البطولة، إذ فازت في البطولة سبع مرات (بما في ذلك عندما كانت مصر تعرف باسم الجمهورية العربية المتحدة بين عامي 1958 و1961). تم منح ثلاث كؤوس مختلفة في تاريخ البطولة، حيث فازت غانا والكاميرون بالكأسين الأول والثاني بعد فوز كل منهما بالبطولة ثلاث مرات. تم منح الكأس الحالية لأول مرة في عام 2002 وفازت بها مصر إلى أجل غير مسمى بعد فوزها بلقبها الثالث على التوالي في عام 2010.
بحسب لوائح الاتحاد الإفريقي لكرة القدم، يمنح الفريق الفائز ثلاثين ميدالية ذهبية، والفريق الوصيف ثلاثين ميدالية فضية والفريق صاحب المركز الثالث ثلاثين ميدالية برونزية. بالنسبة للكأس يتم تقديم الكأس الأصلية لاتحاد المنتخب البطل، ثم يعاد إلى الاتحاد الإفريقي لكرة القدم قبل شهرين من بداية البطولة التالية ويقدم للفريق الفائز بدلاً منه نسخة مقلدة بحسب حجم الكأس الأصلية.
في عام 2013، تغير شكل البطولة فأصبحت تقام في السنوات الفردية لكي لا تتعارض مع بطولة كأس العالم لكرة القدم. حامل اللقب الحالي هو منتخب ساحل العاج، بعد فوزه على المنتخب النيجيري بنتيجة 2–1 في نهائي نسخة 2023.

## التاريخ

### البدايات
يعود أصل كأس الأمم الإفريقية إلى يونيو 1956، عندما تم اقتراح إنشاء الاتحاد الإفريقي لكرة القدم خلال مؤتمر الاتحاد الدولي لكرة القدم الثالث في لشبونة. كانت هناك خطط فورية لقيام لبطولة قارية، وفي فبراير 1957، أقيمت أول كأس أمم إفريقية في الخرطوم، السودان. لم يكن هناك تصفيات لهذه البطولة، حيث تتكون النهائيات من الدول الأربع المؤسسة للاتحاد الإفريقي (مصر، السودان، إثيوبيا وجنوب إفريقيا). أدى إصرار جنوب إفريقيا على اختيار اللاعبين البيض فقط في فريقها بسبب سياسة الفصل العنصري إلى استبعادها، ونتيجة لذلك تم تأهيل إثيوبيا إلى المباراة النهائية مباشرة. ومن هنا تم لعب مباراتين فقط، حيث توجت مصر كأول بطلة قارية بعد فوزها على مضيفها السودان في النصف النهائي وإثيوبيا في المباراة النهائية. بعد ذلك بعامين، استضافت مصر كأس الأمم الإفريقية الثانية في القاهرة بمشاركة نفس الفرق الثلاثة. وفازت مصر البلد المضيف وحاملة اللقب مرة أخرى بعد فوزها على السودان في المباراة النهائية. في نسخة 1962 المقامة في أديس أبابا، للمرة الأولى كانت هناك تصفيات تأهيلية لتحديد الفرق الأربعة التي ستلعب على اللقب. وحصلت الدولة المضيفة إثيوبيا وحاملة اللقب مصر على مقاعد تلقائية، وانضمت إلى النهائيات نيجيريا وتونس. ظهرت مصر للمرة الثالثة على التوالي، لكن المنتخب الإثيوبي خرج منتصراً، حيث تغلب أولاً على تونس ثم هزم مصر بعد الوقت الإضافي في المباراة النهائية.

### الهيمنة الغانية
في نسخة 1963، ظهرت غانا لأول مرة عندما استضافت الحدث، وفازت باللقب بعد فوزها على السودان في النهائي. كرروا ذلك عندما أصبحوا أبطالًا بعد ذلك بعامين في نسخة 1965 المقامة في تونس (تمت معادلة مصر بالفوز مرتين) بتشكيلة تضم لاعبين فقط من فريق 1963. في عام 1965، قدم الاتحاد الإفريقي لكرة القدم قاعدة تحدد عدد اللاعبين الأجانب في كل فريق باثنين. استمرت القاعدة حتى نسخة 1982.
تم توسيع شكل البطولة النهائية لمسابقة عام 1968 لتشمل ثمانية من الفرق الـ 22 المشاركة في التصفيات التأهيلية. تم توزيع الفرق المؤهلة في مجموعتين من أربعة فرق للعب مباريات الدور الواحد، مع تقدم الفريقين الأولين من كل مجموعة إلى الدور النصف النهائي، وهو نظام ظل قيد الاستخدام للنهائيات حتى نسخة 1992. فازت جمهورية الكونغو الديمقراطية لقبها الأول بفوزها على غانا في النهائي. بدءًا من بطولة 1968، كانت المسابقة تقام بانتظام كل عامين في السنوات الزوجية؛ انتهى هذا مع نسخة 2012، التي أعقبتها بطولة في 2013، والنسخ اللاحقة في كل عام فردي. حقق مهاجم ساحل العاج لوران بوكو لقب الهداف لنسختين متتاليتين، حيث سجل ستة أهداف في نسخة 1968 وثمانية أهداف في نسخة 1970، وظل إجمالي أهدافه البالغ 14 هدفًا هو الرقم القياسي على الإطلاق حتى عام 2008. أصبح هنالك نقل تلفزي للبطولة لأول مرة خلال نسخة 1970 في السودان، حيث رفع البلد المضيف الكأس بعد فوزه على غانا التي كانت تلعب النهائي الرابع على التوالي.

### أبطال متعددون
فازت ست دول مختلفة بالألقاب من 1970 إلى 1980: السودان، الكونغو، زائير، المغرب، غانا ونيجيريا. جاء لقب زائير الثاني في نسخة 1974 (فازت بأول لقب لها باسم جمهورية الكونغو الديمقراطية) بعد مواجهة زامبيا في النهائي. للمرة الوحيدة حتى الآن في تاريخ المسابقة، كان لا بد من إعادة المباراة حيث انتهت المباراة الأولى بين الفريقين بالتعادل 2–2 بعد الوقت الإضافي. أعيد تنظيم المباراة النهائية بعد يومين بفوز زائير 2–0. سجل المهاجم مولامبا نداي جميع أهداف زائير الأربعة في هاتين المباراتين: كان أيضًا أفضل هداف في البطولة برصيد تسعة أهداف، مسجلاً رقماً قياسياً في البطولة الواحدة لا مثيل له. قبل ثلاثة أشهر، أصبحت زائير أول دولة إفريقية lمن جنوب الصحراء تتأهل إلى كأس العالم. فازت المغرب بأول لقب لها في نسخة 1976 التي أقيمت في إثيوبيا، وحصلت غانا على بطولتها الثالثة في عام 1978، لتصبح أول دولة تفوز بثلاثة ألقاب.

### الهيمنة الكاميرونية
بين عامي 1980 و1990، تمكنت الكاميرون من الوصول إلى نهائي كأس الأمم الإفريقية ثلاث مرات متتالية، وفازت بالمسابقة مرتين في 1984 و1988 وخسرت مرة واحدة بركلات الترجيح أمام مصر في نسخة 1986، وكان الفريق المهيمن الآخر خلال هذه الفترة هو الجزائر، إلى جانب ظهورهم القوي في كأس العالم 1982 و1986، خسرت الدولة الواقعة في شمال إفريقيا في النهائي ضد مضيفة نيجيريا في بطولة 1980 مما سمح لنيجيريا بالحصول على أول بطولة لهم. بعد نسخة 1980، وصلت الجزائر إلى نصف نهائي كل نسخة باستثناء 1986 حتى فازت في نهاية المطاف بالبطولة عام 1990. وجاء لقب غانا الرابع في نسخة 1982 حيث تغلبت على البلد المضيف ليبيا في المباراة النهائية، انتهت المباراة بالتعادل 1–1 بعد 120 دقيقة وفازت غانا بركلات الترجيح.
في عام 1990، كانت كأس الأمم الإفريقية 1990 هي النسخة السابعة عشر من كأس الأمم الإفريقية. استضافتها الجزائر. تمامًا كما حدث في عام 1988، تم تقسيم الفرق الثمانية إلى مجموعتين من أربعة فرق. فازت الجزائر بأول بطولة لها بعد فوزها على نيجيريا في النهائي 1–0. وخسرت نيجيريا مرة أخرى حيث خاضت ظهورها النهائي للمرة الثالثة في أربع بطولات وخسرت هذه المرة أمام مضيفة البطولة الجزائر. زادت كأس الأمم الإفريقية 1992 من عدد المشاركين في البطولة إلى 12 تم تقسيم الفرق إلى أربع مجموعات من ثلاثة فرق، مع تأهل أول فريقين من كل مجموعة إلى الربع النهائي. واختير لاعب الوسط الغاني عبيدي بيليه، الذي سجل ثلاثة أهداف كأفضل لاعب في البطولة بعد أن ساعدت مساهماته غانا في الوصول إلى النهائي. ومع ذلك، تم إيقافه عن تلك المباراة وخسرت غانا أمام ساحل العاج بركلات الترجيح التي شهدت 11 تسديدة لكل فريق لتحديد الفائز. سجلت ساحل العاج رقماً قياسياً للمنافسة بإبقاء كل من منافسيها بدون أهداف في المباريات الست للبطولة النهائية.
تم استخدام أسلوب المجموعات المكونة من 12 فريقًا مرة أخرى بعد عامين في نسخة 1994، حيث تعرضت تونس الدولة المضيفة للإقصاء من الدور الأول. نيجيريا، التي تأهلت لتوها إلى نهائيات كأس العالم للمرة الأولى في تاريخها، فازت على زامبيا في النهائي، التي تعرضت لكارثة قبل عام عندما توفي معظم فريقها الوطني في حادث تحطم طائرة أثناء سفرها للعب مباراة في تصفيات كأس العالم 1994. المهاجم النيجيري رشيدي يقيني، الذي قاد البطولة عام 1992 بأربعة أهداف، كرر لقب الهداف برصيد خمسة أهداف.

### عودة جنوب إفريقيا
استضافت جنوب إفريقيا الدورة العشرين من المسابقة في عام 1996، مسجلة أول ظهور لها على الإطلاق بعد رفع حظر دام عقودًا مع نهاية الفصل العنصري في البلاد، والتي أعقبتها محاولة فاشلة للتأهل في عام 1994. تم توسيع المشاركين في النهائيات في نسخة 1996 إلى 16 منتخب، مقسمة إلى أربع مجموعات. ومع ذلك، كان العدد الفعلي للمنتخبات التي شاركت في النهائي 15 فريقًا فقط، حيث انسحبت نيجيريا من البطولة في اللحظة الأخيرة لأسباب سياسية. فازت جنوب إفريقيا بأول لقب لها على أرضها بعد فوزها على تونس في المباراة النهائية. وصل الجنوب إفريقيون إلى النهائي مرة أخرى بعد ذلك بعامين في نسخة 1998 المقامة في بوركينا فاسو، لكنهم لم يتمكنوا من الدفاع عن لقبهم، وخسروا أمام مصر التي فازت بالكأس الرابعة.

### اللقب التونسي الأول والثلاثية المصرية
تم استضافة نسخة عام 2000 بشكل مشترك من قبل غانا ونيجيريا، اللتين حلتا مكان المضيف المعين أصلاً زيمبابوي. بعد التعادل 2–2 بعد الوقت الإضافي في المباراة النهائية، فازت الكاميرون على نيجيريا بركلات الترجيح. في نسخة 2002، أحرزت الأسود الكاميرونية اللقب الثاني على التوالي للمرة الأولى في البطولة منذ أن حققتها غانا في الستينيات، وبعد أن فعلت مصر ذلك من قبل في عامي 1957 و1959.
بعد عامين في تونس، حيث فاز الفريق المضيف بلقبه الأول تقدمت تونس بدون هزيمة من مرحلة المجموعات، حيث هزمت رواندا 2–1 في المباراة الافتتاحية للبطولة قبل الفوز بالمباراة الثانية ضد جمهورية الكونغو الديمقراطية 3–0 وتعادلها مع غينيا 1–1 ثم فازت على السنغال 1–0 في الربع النهائي بفضل هدف جوهر المناري والفوز على نيجيريا بركلات الترجيح 5–3 في النصف النهائي بعد تعادله 1–1. أمام المغرب في النهائي، هدفان من أقدام فرانسيلودو سانتوس وزياد الجزيري منحت تونس الفوز 1–2، مما يعني أن تونس فازت بلقب كأس الأمم الإفريقية لأول مرة في تاريخها.
كما فازت مصر المضيفة ببطولة 2006، التي حققت رقماً قياسياً بفوزها خمس مرات باللقب. قبل نهائيات كأس الأمم الإفريقية 2008 دعت عدة أندية أوروبية إلى إعادة التفكير في جدول البطولة. نظرًا لأنه يحدث خلال الموسم الأوروبي، فإن اللاعبين المشاركين يغيبون عن العديد من المباريات مع أنديتهم. في يناير 2008، أعلن رئيس الاتحاد الدولي لكرة القدم السويسري جوزيف بلاتر أنه يريد أن تقام البطولة إما في يونيو أو يوليو بحلول عام 2016، لتلائم التقويم الدولي، على الرغم من أن هذا قد يمنع العديد من البلدان في وسط وغرب إفريقيا من استضافة المسابقة (بالنسبة لهؤلاء هي أشهر خلال موسم الأمطار). استضافت غانا نسخة 2008، وشهدت احتفاظ مصر باللقب، وفازت بالبطولة السادسة التي حققت رقماً قياسياً بفوزها على الكاميرون 1–0 في النهائي. سجلت مصر رقماً قياسياً جديداً في نسخة 2010 (التي استضافتها أنغولا) بفوزها بلقبها الثالث على التوالي في إنجاز غير مسبوق على المستوى الإفريقي بعد فوزها على غانا 1–0 في النهائي، والاحتفاظ بالكأس الذهبية إلى أجل غير مسمى، وتوسيع سجلها إلى سبعة ألقاب قارية (بما في ذلك عندما كانت مصر تعرف باسم الجمهورية العربية المتحدة بين عامي 1958 و1961).
أصبحت مصر أول دولة إفريقية تفوز بثلاثة كؤوس متتالية وانضمت إلى المكسيك والأرجنتين وإيران التي فازت أيضًا بكأس القارة ثلاث مرات متتالية. في 31 يناير 2010، سجلت مصر رقماً قياسياً جديداً في إفريقيا، حيث لم تُهزم في 19 مباراة متتالية في كأس الأمم الإفريقية، منذ الخسارة 2–1 أمام الجزائر في تونس في نسخة 2004.

### التحول إلى السنوات الفردية
في مايو 2010، أُعلن أنه سيتم نقل البطولة إلى السنوات الفردية اعتبارًا من 2013 من أجل منع البطولة من أن تقام في نفس العام مع كأس العالم. وهذا يعني أيضًا وجود بطولتين في غضون اثني عشر شهرًا في يناير 2012 (استضافتها الغابون وغينيا الاستوائية) ويناير 2013 (استضافتها جنوب إفريقيا). كان تغيير كأس القارات من بطولة كل سنتين إلى بطولة كل أربع سنوات، وتحويل كأس الأمم الإفريقية من السنوات الزوجية إلى السنوات الفردية، يعني أن بعض أبطال كأس الأمم الإفريقية السابقين مثل مصر وزامبيا وساحل العاج (الفائزين في بطولات 2010 و2012 و2015 على التوالي) سيحرمون من المشاركة في بطولة كأس القارات. في عام 2011، فازت المغرب باستضافة نسخة 2015، وفازت ليبيا بحق استضافة بطولة 2013، لكن الحرب الأهلية الليبية 2011 دفعت ليبيا إلى التنازل من أجل استضافة جنوب إفريقيا نسخة 2013 ثم تستضيف ليبيا البطولة في 2017. دفع القتال المستمر في ليبيا في النهاية الاتحاد الإفريقي لكرة القدم إلى نقل بطولة 2017 إلى الغابون.
في نسخة 2012، فازت زامبيا بالمباراة النهائية بعد ركلات الترجيح ضد ساحل العاج. جذب هذا اهتمام وسائل الإعلام بشكل متزايد منذ أن أقيمت المباراة في الغابون، على بعد بضع مئات من الأمتار فقط من موقع الكارثة الجوية لمنتخبهم الوطني عام 1993. وفازت نيجيريا ببطولة 2013، بعد فوزها على بوركينا فاسو التي وصلت إلى النهائي للمرة الأولى. في 2014، تسبب وباء فيروس إيبولا في غرب إفريقيا إلى تعطيل البطولة. تم تعليق جميع أنشطة كرة القدم في ليبيريا، وتم تحويل ملعب أنطوانيت توبمان في مونروفيا إلى وحدة علاج الإيبولا. كان من المقرر عقد كأس الأمم الإفريقية 2015 في المغرب، لكنهم رفضوا إقامة البطولة في المواعيد المحددة بسبب مخاوف من تفشي فيروس إيبولا، لذلك تم نقلها إلى غينيا الاستوائية. في يوليو 2016، حصلت توتال على حقوق رعاية لمدة ثماني سنوات لدعم 10 من مسابقات الاتحاد الإفريقي لكرة القدم الرئيسية. بدأ ذلك مع بطولة كأس الأمم الإفريقية 2017 في الغابون والتي أعيدت تسميتها «توتال كأس الأمم الإفريقية» وفازت بها الكاميرون بعدما قلبت تأخرها بهدف نظيف إلى فوز بنتيجة 2–1 على حساب مصر. في نسخة 2019. فازت الجزائر بلقبها الثاني محققة الفوز 1–0 على السنغال في النهائي. كان اللقب هو الثاني والأول للجزائر في الألفية الثالثة. وجاءت نيجيريا في المركز الثالث بعد فوزها على تونس 1–0 في مباراة تحديد المركز الثالث.
وفي نسخة 2021 تم تأجيلها لعام 2022 لعدم الجاهزية وتمت إقامتها في الكاميرون وحدث مشاكل كثيرة في هذه البطولة وفاز بها السنغال على حساب مصر بعدما إنتهى الوقت الأصلي والإضافي بنتيجة 0–0 وإمتدت إلى ركلات الترجيح الذي فاز بها السنغال 4–2 لتحقق اللقب الأول لها في البطولة بعد ما خسرت نهائيي 2002، 2019.

## الكأس والميداليات والجوائز المالية

### الكأس

الكأس الحالية

الكأس الأصلية، مصنوعة من الفضة، وكان عبد العزيز عبد الله سالم هو من صمم الكأس، سميت الجهات المانحة ورئيس الاتحاد الإفريقي لكرة القدم الأول، عبد العزيز عبد الله سالم المصري. كان سالم المسؤول عن الاتحاد الإفريقي لكرة القدم لعام واحد فقط (1957–1958)، ولكنه كان شخصية هامة في تاريخ كرة القدم الإفريقية كأول رئيس الاتحاد الإفريقي. وقدم الكأس من الفضة ويشبه في الشكل كأس الاتحاد الإنجليزي. وكانت مصر أول دولة رفعت الكأس في نسخة 1957 ودافعت عنها في عام 1959 باسم الجمهورية العربية المتحدة، لكن غانا هي أول منتخب حاز الكأس بشكل دائم بعد فوزها ثلاث مرات أعوام 1963، 1965 و1978. وكانت إثيوبيا، السودان، الكونغو، زائير والمغرب بعض الفرق التي رفعت هذا الكأس.
الكأس الثانية (1980–2000)، وكان اسمها «كأس الوحدة الإفريقية». أعطي من قبل المجلس الأعلى للرياضة في إفريقيا الاتحاد الإفريقي لكرة القدم قبل البطولة عام 1980، وكان قطعة اسطوانية مع الحلقات الأولمبية على خريطة القارة. الخوض في طبعة عام 2000 من البطولة، ثلاث دول - وكانت مصر والكاميرون ونيجيريا رفعت كأس الوحدة الإفريقية مرتين واجهت نيجيريا والكاميرون في المباراة النهائية، وكان كل فريق بحاجة إلى الفوز في هذه البطولة للاحتفاظ بالكأس بشكل دائم.
كأس الأمم الإفريقية في عام 2001، تم الكشف عن الكأس الثالثة، فنجان مطلية بالذهب من تصميم وصنع في إيطاليا. الكاميرون، وأصحاب الدائمين في الكأس السابقة، كانت أول دولة تمنح الكأس الجديد هي مصر بعد أن فازت في طبعة 2002. أصبحت مصر أول فريق يفوز بالكأس ثلاث مرات على التوالي. خلافا الفائزين السابقين لم تحتفظ مصر بالكأس وقدمت لمصر نسخة مماثلة للكأس للاحتفاظ بها. يحصل الفائزون للمرة الأولى والثانية عادةً على نسخة طبق الأصل أصغر حجمًا من الكأس لخزائن الجوائز الخاصة بهم.

### الميداليات
حسب لوائح الاتحاد الإفريقي لكرة القدم، يتم منح الفريق الفائز ثلاثين ميدالية ذهبية، الفريق الوصيف ثلاثين ميدالية فضية والفريق صاحب المركز الثالث ثلاثين ميدالية برونزية.

### الجوائز المالية
كشف الاتحاد القاري (كاف) في 4 يناير 2024 عن الجوائز المالية لمسابقة كأس أمم إفريقيا في نسخة 2024 المقررة في كوت ديفوار من 13 يناير حتى 11 فبراير 2024 حيث سينال البطل جائزة مالية قدرها 7 ملايين دولار أميركي أما الوصيف فسيحصل على 4 ملايين دولار فيما سيخرج الفريقان الخاسران في الدور نصف النهائي بـ 2.5 مليون دولار، وفرق الدور ربع النهائي بـ 1.3 مليون دولار.

## النتائج

### المباريات النهائية
| النسخة | السنة | المضيف                     |                             | البطل                    | النتيجة                     | الوصيف                        |                       | المركز الثالث                 | النتيجة | المركز الرابع |  | المشاركون |
| 1      | 1957  | السودان                    | · مصر                       | 4–0                      | · إثيوبيا                   | · السودان                     | مرشح أوحد             | · جنوب إفريقيا                | 3/4     |               |  |           |
| 2      | 1959  | ج.ع.م                      | · الجمهورية العربية المتحدة | 2–1                      | · السودان                   | · إثيوبيا                     | —                     | —                             | 3       |               |  |           |
| 3      | 1962  | إثيوبيا                    | · إثيوبيا                   | 4–2 (ب.و.إ.)             | · الجمهورية العربية المتحدة | · تونس                        | 3–0                   | · أوغندا                      | 4       |               |  |           |
| 4      | 1963  | غانا                       | · غانا                      | 3–0                      | · السودان                   | · الجمهورية العربية المتحدة   | 3–0                   | · إثيوبيا                     | 6       |               |  |           |
| 5      | 1965  | تونس                       | · غانا                      | 3–2 (ب.و.إ.)             | · تونس                      | · ساحل العاج                  | 1–0                   | · السنغال                     | 6       |               |  |           |
| 6      | 1968  | إثيوبيا                    | · الكونغو كينشاسا           | 1–0                      | · غانا                      | · ساحل العاج                  | 1–0                   | · إثيوبيا                     | 8       |               |  |           |
| 7      | 1970  | السودان                    | · السودان                   | 1–0                      | · غانا                      | · الجمهورية العربية المتحدة   | 3–1                   | · ساحل العاج                  | 8       |               |  |           |
| 8      | 1972  | الكاميرون                  | · الكونغو                   | 3–2                      | · مالي                      | · الكاميرون                   | 5–2                   | · زائير                       | 8       |               |  |           |
| 9      | 1974  | مصر                        | · زائير                     | 2–2 (ب.و.إ.) 2–0 (إعادة) | · زامبيا                    | · مصر                         | 4–0                   | · الكونغو                     | 8       |               |  |           |
| 10     | 1976  | إثيوبيا                    | · المغرب                    | 1–1                      | · غينيا                     | · نيجيريا                     | 3–2                   | · مصر                         | 8       |               |  |           |
| 11     | 1978  | غانا                       | · غانا                      | 2–0                      | · أوغندا                    | · نيجيريا                     | 2–0                   | · تونس                        | 8       |               |  |           |
| 12     | 1980  | نيجيريا                    | · نيجيريا                   | 3–0                      | · الجزائر                   | · المغرب                      | 2–0                   | · مصر                         | 8       |               |  |           |
| 13     | 1982  | ليبيا                      | · غانا                      | 1–1 (ب.و.إ.) (7–6 ج.)    | · ليبيا                     | · زامبيا                      | 2–0                   | · الجزائر                     | 8       |               |  |           |
| 14     | 1984  | ساحل العاج                 | · الكاميرون                 | 3–1                      | · نيجيريا                   | · الجزائر                     | 3–1                   | · مصر                         | 8       |               |  |           |
| 15     | 1986  | مصر                        | · مصر                       | 0–0 (ب.و.إ.) (5–4 ج.)    | · الكاميرون                 | · ساحل العاج                  | 3–2                   | · المغرب                      | 8       |               |  |           |
| 16     | 1988  | المغرب                     | · الكاميرون                 | 1–0                      | · نيجيريا                   | · الجزائر                     | 1–1 (ب.و.إ.) (4–3 ج.) | · المغرب                      | 8       |               |  |           |
| 17     | 1990  | الجزائر                    | · الجزائر                   | 1–0                      | · نيجيريا                   | · زامبيا                      | 1–0                   | · السنغال                     | 8       |               |  |           |
| 18     | 1992  | السنغال                    | · ساحل العاج                | 0–0 (ب.و.إ.) (11–10 ج.)  | · غانا                      | · نيجيريا                     | 2–1                   | · الكاميرون                   | 12      |               |  |           |
| 19     | 1994  | تونس                       | · نيجيريا                   | 2–1                      | · زامبيا                    | · ساحل العاج                  | 3–1                   | · مالي                        | 12      |               |  |           |
| 20     | 1996  | جنوب إفريقيا               | · جنوب إفريقيا              | 2–0                      | · تونس                      | · زامبيا                      | 1–0                   | · غانا                        | 15/16   |               |  |           |
| 21     | 1998  | بوركينا فاسو               | · مصر                       | 2–0                      | · جنوب إفريقيا              | · جمهورية الكونغو الديمقراطية | 4–4 (ب.و.إ.) (4–1 ج.) | · بوركينا فاسو                | 16      |               |  |           |
| 22     | 2000  | غانا · نيجيريا             | · الكاميرون                 | 2–2 (ب.و.إ.) (4–3 ج.)    | · نيجيريا                   | · جنوب إفريقيا                | 2–2 (ب.و.إ.) (4–3 ج.) | · تونس                        | 16      |               |  |           |
| 23     | 2002  | مالي                       | · الكاميرون                 | 0–0 (ب.و.إ.) (3–2 ج.)    | · السنغال                   | · نيجيريا                     | 1–0                   | · مالي                        | 16      |               |  |           |
| 24     | 2004  | تونس                       | · تونس                      | 2–1                      | · المغرب                    | · نيجيريا                     | 2–1                   | · مالي                        | 16      |               |  |           |
| 25     | 2006  | مصر                        | · مصر                       | 0–0 (ب.و.إ.) (4–2 ج.)    | · ساحل العاج                | · نيجيريا                     | 1–0                   | · السنغال                     | 16      |               |  |           |
| 26     | 2008  | غانا                       | · مصر                       | 1–0                      | · الكاميرون                 | · غانا                        | 4–2                   | · ساحل العاج                  | 16      |               |  |           |
| 27     | 2010  | أنغولا                     | · مصر                       | 1–0                      | · غانا                      | · نيجيريا                     | 1–0                   | · الجزائر                     | 15/16   |               |  |           |
| 28     | 2012  | الغابون · غينيا الاستوائية | · زامبيا                    | 0–0 (ب.و.إ.) (8–7 ج.)    | · ساحل العاج                | · مالي                        | 2–0                   | · غانا                        | 16      |               |  |           |
| 29     | 2013  | جنوب إفريقيا               | · نيجيريا                   | 1–0                      | · بوركينا فاسو              | · مالي                        | 3–1                   | · غانا                        | 16      |               |  |           |
| 30     | 2015  | غينيا الاستوائية           | · ساحل العاج                | 0–0 (ب.و.إ.) (9–8 ج.)    | · غانا                      | · جمهورية الكونغو الديمقراطية | 0–0 (ب.و.إ.) (4–2 ج.) | · غينيا الاستوائية            | 16      |               |  |           |
| 31     | 2017  | الغابون                    | · الكاميرون                 | 2–1                      | · مصر                       | · بوركينا فاسو                | 1–0                   | · غانا                        | 16      |               |  |           |
| 32     | 2019  | مصر                        | · الجزائر                   | 1–0                      | · السنغال                   | · نيجيريا                     | 1–0                   | · تونس                        | 24      |               |  |           |
| 33     | 2021  | الكاميرون                  | · السنغال                   | 0–0 (ب.و.إ.) (4–2 ج.)    | · مصر                       | · الكاميرون                   | 3–3 (5–3 ج.)          | · بوركينا فاسو                | 24      |               |  |           |
| 34     | 2023  | ساحل العاج                 | · ساحل العاج                | 2–1                      | · نيجيريا                   | · جنوب إفريقيا                | 0–0 (6–5 ج.)          | · جمهورية الكونغو الديمقراطية | 24      |               |  |           |
| 35     | 2025  | المغرب                     | تلعب لاحقا                  | تلعب لاحقا               | تلعب لاحقا                  | تلعب لاحقا                    | تلعب لاحقا            | تلعب لاحقا                    | 24      |               |  |           |
| 36     | 2027  | تنزانيا · أوغندا · كينيا   | تلعب لاحقا                  | تلعب لاحقا               | تلعب لاحقا                  | تلعب لاحقا                    | تلعب لاحقا            | تلعب لاحقا                    | 24      |               |  |           |

مفتاح
1. ↑  تم استبعاد جنوب إفريقيا من البطولة بسبب سياسات البلاد الفصل العنصري.
2. ↑  لم تكن هناك مباراة نهائية رسمية لكأس إفريقيا للأمم في عام 1959. تم تحديد الفائز بالبطولة من خلال مجموعة الدور النهائي التي تنافست عليها ثلاثة فرق (الجمهورية العربية المتحدة والسودان وإثيوبيا). من قبيل الصدفة ، حرضت المباراة الأخيرة في البطولة بين الفريقين الأعلى تصنيفًا ضد بعضهما البعض ، مع انتصار الجمهورية العربية المتحدة 2-1 على السودان وبالتالي غالبًا ما يُنظر إليها على أنها نهائي كأس الأمم الإفريقية 1959 بحكم الواقع.
3. 1 2  لم تكن هناك مباراة نهائية رسمية لكأس إفريقيا للأمم في عام 1976. تم تحديد الفائز بالبطولة من خلال مجموعة ذهاب وإياب نهائي تنافس عليها أربعة منتخبات (المغرب وغينيا ونيجيريا ومصر). من قبيل الصدفة ، شهدت إحدى المباراتين الأخيرتين في البطولة مواجهة بين الفريقين الأعلى تصنيفًا ، حيث غالبًا ما يُنظر إلى تعادل المغرب 1–1 مع غينيا على أنه بحكم الواقع نهائي كأس الأمم الإفريقية 1976. وبالمثل ، فإن المباراة بين الفرق الأقل تصنيفًا ، والتي لعبت في نفس اليوم مع المغرب ضد غينيا ، يمكن اعتبارها مساوية لمباراة المركز الثالث ، حيث يضمن فوز نيجيريا 3-2 على مصر احتلالها المركز الثالث.
4. ↑  تم التخلي عن المباراة بعد خروج تونس من المباراة في الدقيقة الثانية والأربعين، وتعادلت النتيجة 1–1 بهدف الاحتجاج على المباراة. حصلت نيجيريا على الفوز 2–0، وتم حظر تونس من البطولة القادمة.[38]
5. ↑  انسحبت نيجيريا قبل انطلاق النهائيات. عُرضت دعوة على غينيا للمشاركة، باعتبارها أفضل فريق لم يتأهل، لكنها رفضت بسبب قلة وقت الاستعداد.
6. ↑  انسحب منتخب توغو من المنافسة بعد تعرض حافلتهم لهجوم من قبل مسلحين في جمهورية كابيندا، أنغولا. بعد رحيلهم، تم استبعاد توغو رسميًا من البطولة بعد فشلها في الحضور لمباراتها الافتتاحية في المجموعة الثانية ضد غانا في 11 يناير 2010.

## الإحصائيات

### الأكثر تتويجاً
| المنتخب                     | البطل                                           | الوصيف                            | المركز الثالث                                      | المركز الرابع              |
| --------------------------- | ----------------------------------------------- | --------------------------------- | -------------------------------------------------- | -------------------------- |
| مصر                         | 7 (1957، 1959*، 1986*، 1998، 2006*، 2008، 2010) | 3 (1962، 2017، 2021)              | 3 (1963، 1970، 1974*)                              | 3 (1976، 1980، 1984)       |
| الكاميرون                   | 5 (1984، 1988، 2000، 2002، 2017)                | 2 (1986، 2008)                    | 2 (1972*، 2021*)                                   | 1 (1992)                   |
| غانا                        | 4 (1963*، 1965، 1978*، 1982)                    | 5 (1968، 1970، 1992، 2010، 2015)  | 1 (2008*)                                          | 4 (1996، 2012، 2013، 2017) |
| نيجيريا                     | 3 (1980*، 1994، 2013)                           | 5 (1984، 1988، 1990، 2000*، 2023) | 8 (1976، 1978، 1992، 2002، 2004، 2006، 2010، 2019) |                            |

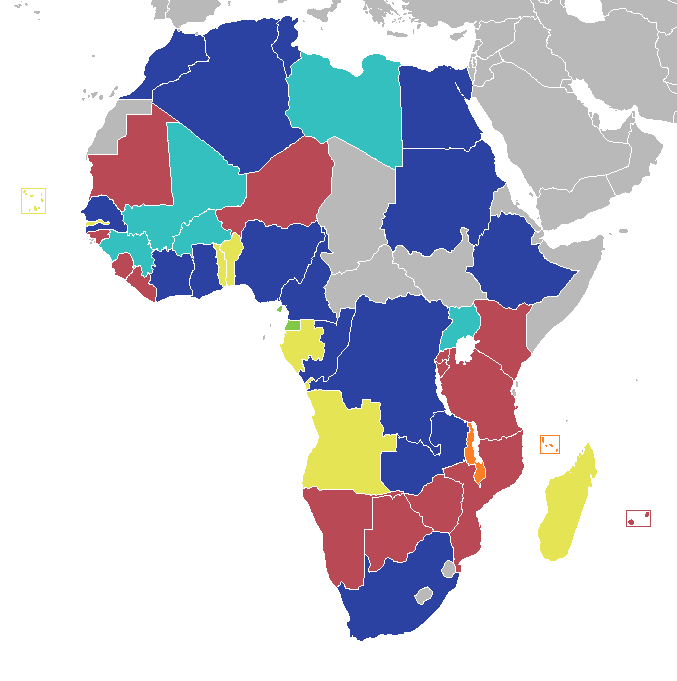
خريطة تظهر المنتخبات الإفريقية حسب أفضل إنجازاتها في نهائيات كأس الأمم الإفريقية

| ساحل العاج                  | 3 (1992، 2015، 2023*)                           | 2 (2006، 2012)                    | 4 (1965، 1968، 1986، 1994)                         | 2 (1970، 2008)             |
| الجزائر                     | 2 (1990*، 2019)                                 | 1 (1980)                          | 2 (1984، 1988)                                     | 2 (1982، 2010)             |
| جمهورية الكونغو الديمقراطية | 2 (1968، 1974)                                  |                                   | 2 (1998، 2015)                                     | 2 (1972، 2023)             |
| زامبيا                      | 1 (2012)                                        | 2 (1974، 1994)                    | 3 (1982، 1990، 1996)                               |                            |
| تونس                        | 1 (2004*)                                       | 2 (1965*، 1996)                   | 1 (1962)                                           | 3 (1978، 2000، 2019)       |
| السودان                     | 1 (1970*)                                       | 2 (1959، 1963)                    | 1 (1957*)                                          |                            |
| السنغال                     | 1 (2021)                                        | 2 (2002، 2019)                    |                                                    | 3 (1965، 1990، 2006)       |
| جنوب إفريقيا                | 1 (1996*)                                       | 1 (1998)                          | 2 (2000، 2023)                                     |                            |
| إثيوبيا                     | 1 (1962*)                                       | 1 (1957)                          | 1 (1959)                                           | 2 (1963، 1968*)            |
| المغرب                      | 1 (1976)                                        | 1 (2004)                          | 1 (1980)                                           | 2 (1986، 1988*)            |
| الكونغو                     | 1 (1972)                                        |                                   |                                                    | 1 (1974)                   |
| مالي                        |                                                 | 1 (1972)                          | 2 (2012، 2013)                                     | 3 (1994، 2002*، 2004)      |
| بوركينا فاسو                |                                                 | 1 (2013)                          | 1 (2017)                                           | 2 (1998، 2021)             |
| أوغندا                      |                                                 | 1 (1978)                          |                                                    | 1 (1962)                   |
| غينيا                       |                                                 | 1 (1976)                          |                                                    |                            |
| ليبيا                       |                                                 | 1 (1982*)                         |                                                    |                            |
| غينيا الاستوائية            |                                                 |                                   |                                                    | 1 (2015*)                  |

مفتاح
- مستضيف البطولة.

1. 1 2 3 4  كانت مصر تعرف باسم الجمهورية العربية المتحدة بين عامي 1958 و1961.
2. ↑  كانت جمهورية الكونغو الديمقراطية تعرف باسم زائير بين عامي  1971 و1997
3. ↑  كانت جمهورية الكونغو الديمقراطية تعرف باسم الكونغو كينشاسا بين عامي  1971 و1997

### الأبطال حسب المنطقة
| المنطقة                                  | الأبطال                                                   | عدد البطولات |
| ---------------------------------------- | --------------------------------------------------------- | ------------ |
| اتحاد شمال إفريقيا لكرة القدم            | مصر (7) الجزائر (2) تونس (1) المغرب (1)                   | 11           |
| اتحاد غرب إفريقيا لكرة القدم             | غانا (4) نيجيريا (3) ساحل العاج (3) السنغال (1)           | 11           |
| اتحاد وسط إفريقيا لكرة القدم             | الكاميرون (5) جمهورية الكونغو الديمقراطية (2) الكونغو (1) | 8            |
| مؤتمر جمعيات شرق ووسط إفريقيا لكرة القدم | إثيوبيا (1) السودان (1)                                   | 2            |
| مجلس اتحادات جنوب إفريقيا لكرة القدم     | جنوب إفريقيا (1) زامبيا (1)                               | 2            |

### إحصائيات عامة
| المركز | الفريق                      | النسخ | لعب | ف  | ت  | خ  | له  | عليه | الفارق | النقاط |
| ------ | --------------------------- | ----- | --- | -- | -- | -- | --- | ---- | ------ | ------ |
| 1      | مصر                         | 26    | 111 | 60 | 24 | 27 | 175 | 97   | +78    | 204    |
| 2      | نيجيريا                     | 20    | 104 | 57 | 24 | 23 | 146 | 95   | +51    | 195    |
| 3      | غانا                        | 24    | 105 | 54 | 23 | 28 | 138 | 93   | +45    | 185    |
| 5      | ساحل العاج                  | 25    | 106 | 48 | 30 | 28 | 152 | 111  | +41    | 172    |
| 4      | الكاميرون                   | 21    | 95  | 46 | 31 | 18 | 142 | 90   | +52    | 169    |
| 6      | المغرب                      | 19    | 77  | 31 | 26 | 20 | 92  | 68   | +24    | 119    |
| 7      | الجزائر                     | 20    | 83  | 28 | 26 | 29 | 100 | 96   | +4     | 110    |
| 8      | السنغال                     | 17    | 71  | 30 | 18 | 23 | 87  | 58   | +29    | 108    |
| 9      | تونس                        | 21    | 86  | 25 | 32 | 29 | 101 | 99   | +2     | 107    |
| 10     | زامبيا                      | 18    | 70  | 26 | 22 | 22 | 83  | 72   | +11    | 100    |
| 11     | جمهورية الكونغو الديمقراطية | 20    | 80  | 21 | 29 | 30 | 94  | 107  | −13    | 92     |
| 12     | مالي                        | 13    | 59  | 21 | 21 | 17 | 71  | 69   | +2     | 84     |
| 13     | جنوب إفريقيا                | 11    | 49  | 18 | 17 | 15 | 55  | 48   | +7     | 71     |
| 14     | غينيا                       | 14    | 52  | 15 | 18 | 19 | 65  | 62   | −7     | 63     |
| 15     | بوركينا فاسو                | 13    | 52  | 10 | 17 | 25 | 51  | 78   | −27    | 47     |
| 16     | أنغولا                      | 9     | 31  | 7  | 13 | 11 | 39  | 43   | −4     | 34     |
| 17     | الغابون                     | 8     | 25  | 7  | 10 | 8  | 24  | 27   | −3     | 31     |
| 18     | غينيا الاستوائية            | 4     | 19  | 8  | 5  | 6  | 20  | 18   | +2     | 29     |
| 19     | السودان                     | 9     | 27  | 7  | 7  | 13 | 29  | 42   | −13    | 28     |
| 20     | الكونغو                     | 7     | 26  | 7  | 7  | 12 | 27  | 40   | −13    | 28     |
| 21     | إثيوبيا                     | 11    | 30  | 7  | 4  | 19 | 31  | 67   | −36    | 25     |
| 22     | الرأس الأخضر                | 4     | 16  | 5  | 8  | 3  | 14  | 12   | +2     | 23     |
| 23     | توغو                        | 8     | 25  | 3  | 8  | 14 | 19  | 42   | −23    | 17     |
| 24     | أوغندا                      | 7     | 23  | 4  | 3  | 16 | 21  | 38   | −17    | 15     |
| 25     | ليبيا                       | 3     | 11  | 3  | 5  | 3  | 12  | 13   | −1     | 14     |
| 26     | زيمبابوي                    | 5     | 15  | 3  | 2  | 10 | 16  | 31   | −15    | 11     |
| 27     | غامبيا                      | 2     | 8   | 3  | 1  | 4  | 6   | 10   | −4     | 10     |
| 28     | كينيا                       | 6     | 17  | 2  | 4  | 11 | 12  | 31   | −19    | 10     |
| 29     | مدغشقر                      | 1     | 5   | 2  | 2  | 1  | 7   | 7    | 0      | 8      |
| 30     | مالاوي                      | 3     | 10  | 2  | 2  | 6  | 9   | 15   | −6     | 8      |
| 31     | سيراليون                    | 3     | 8   | 1  | 3  | 4  | 4   | 14   | −10    | 6      |
| 32     | ناميبيا                     | 4     | 13  | 1  | 3  | 9  | 11  | 31   | −20    | 6      |
| 33     | ليبيريا                     | 2     | 5   | 1  | 2  | 2  | 5   | 7    | −2     | 5      |
| 34     | موريتانيا                   | 3     | 10  | 1  | 2  | 7  | 4   | 16   | −12    | 5      |
| 35     | بنين                        | 4     | 14  | 0  | 5  | 9  | 7   | 24   | −17    | 5      |
| 36     | رواندا                      | 1     | 3   | 1  | 1  | 1  | 3   | 3    | 0      | 4      |
| 37     | موزمبيق                     | 5     | 15  | 0  | 4  | 11 | 8   | 33   | −25    | 4      |
| 38     | جزر القمر                   | 1     | 4   | 1  | 0  | 3  | 4   | 7    | −3     | 3      |
| 39     | تنزانيا                     | 3     | 9   | 0  | 3  | 6  | 6   | 18   | −12    | 3      |
| 40     | غينيا بيساو                 | 4     | 12  | 0  | 3  | 9  | 4   | 19   | −15    | 3      |
| 41     | النيجر                      | 2     | 6   | 0  | 1  | 5  | 1   | 9    | −8     | 1      |
| 42     | بوروندي                     | 1     | 3   | 0  | 0  | 3  | 0   | 4    | −4     | 0      |
| 43     | موريشيوس                    | 1     | 3   | 0  | 0  | 3  | 2   | 8    | −6     | 0      |
| 44     | بوتسوانا                    | 1     | 3   | 0  | 0  | 3  | 2   | 9    | −7     | 0      |

1. ↑  بما في ذلك ظهور واحد باسم "الجمهورية العربية المتحدة" يمثل الاتحاد السياسي بين مصر وسوريا ، وثلاثة مظاهر أخرى تمثل مصر فقط ولكن لا تزال تحت اسم "الجمهورية العربية المتحدة".
2. ↑  بما في ذلك سبع مرات باسم زائير.
3. ↑  بما في ذلك ظهور واحد باسم فولتا العليا.

### عدد أهداف لكل نسخة
| الدورات | المبارايات | الأهداف المسجلة | متوسط الأهداف |
| ------- | ---------- | --------------- | ------------- |
| 1957    | 2          | 7               | 3.50          |
| 1959    | 3          | 8               | 2.67          |
| 1962    | 4          | 18              | 4.50          |
| 1963    | 8          | 33              | 4.13          |
| 1965    | 8          | 31              | 3.88          |
| 1968    | 16         | 52              | 3.25          |
| 1970    | 16         | 51              | 3.19          |
| 1972    | 16         | 53              | 3.31          |
| 1974    | 17         | 54              | 3.18          |
| 1976    | 18         | 54              | 3.00          |
| 1978    | 16         | 38              | 2.38          |
| 1980    | 16         | 33              | 2.06          |
| 1982    | 16         | 32              | 2.00          |
| 1984    | 16         | 39              | 2.44          |
| 1986    | 16         | 31              | 1.94          |
| 1988    | 16         | 23              | 1.44          |
| 1990    | 16         | 30              | 1.88          |
| 1992    | 20         | 34              | 1.70          |
| 1994    | 20         | 44              | 2.20          |
| 1996    | 29         | 78              | 2.69          |
| 1998    | 32         | 93              | 2.91          |
| 2000    | 32         | 73              | 2.28          |
| 2002    | 32         | 48              | 1.50          |
| 2004    | 32         | 88              | 2.75          |
| 2006    | 32         | 73              | 2.28          |
| 2008    | 32         | 99              | 3.09          |
| 2010    | 29         | 71              | 2.45          |
| 2012    | 32         | 76              | 2.38          |
| 2013    | 32         | 69              | 2.16          |
| 2015    | 32         | 68              | 2.13          |
| 2017    | 32         | 66              | 2.06          |
| 2019    | 52         | 102             | 1.96          |
| 2021    | 52         | 100             | 1.92          |
| 2023    | 52         | 119             | 2.29          |

## وصلات خارجية
- كأس الأمم الإفريقية على موقع مؤسسة إحصاءات وثيقة لرياضة كرة القدم.